# Sorin Victor Lepșa
Sorin Victor Lepșa (n. 25 iunie 1957) este un deputat român în legislatura 1992-1996, ales în județul Brașov pe listele partidului PNȚCD/PER. Sorin Victor Lepșa a fost deputat în legislatura 1996-2000 pe listele PNȚCD/PER dar a devenit deputat neafiliat din februarie 2000. În legislatura 2000-2004, Sorin Victor Lepșa a fost ales deputat pe listele PD iar din septembrie 2004 a devenit deputat neafiliat. În legislatura 1996-2000, Sorin Victor Lepșa a fost membru în grupul parlamentar de prietenie cu Japonia iar în legislatura 2000-2004, a fost membru în grupurile parlamentare de prietenie cu Statul Plurinațional Bolivia, India și Japonia.    